# أورفيوس في الجحيم
«أورفيوس في الجحيم» و «أورفيوس في جهنم» هي تسميات إنجليزية للأوبرا الهزلية الفرنسية التي تحمل العنوان نفسه «أورفيوس في الجحيم»، مع موسيقا من تأليف جاك أوفنباخ وشعر هيكتور كريميو ولودفيك آليفي. عرضت للمرة الأولى بغنائيات ثنائية «كأوبرا هزلية» على مسرح دي بوف باغيزيان، باريس في 21 أكتوبر عام 1858. ثم جرى تعديل كبير عليها وتوسعت لتصبح نسخة من «أوبرا خيالية» بغنائيات رباعية، قدمت في مسرح دو لا غيتي، باريس في 7 فبراير من عام 1874.
الأوبرا هي عبارة عن هجاء ساخر يعود للأسطورة القديمة «أورفيوس ويوريديس». لكن في هذه النسخة لا يكون أورفيوس ابنًا لأبولو وإنما مدرس بسيط لآلة الكمان. ويشعر بالسعادة للتخلص من زوجته، يوريديس، إثر اختطافها من قبل إله الجحيم بلوتو. يتعرض أورفيوس للترهيب من الرأي العام لحثه على محاولة إنقاذ زوجته يوريديس. كان ينظر إلى الأسلوب البغيض لآلهة الأولمب في الأوبرا على أنه هجاء مبطن لحاشية وحكومة إمبراطور الفرنسيين نابليون الثالث. أعرب بعض المنتقدين عن غضبهم من عدم احترام مؤلفي الأوبرا للأسطورة الكلاسيكية ومن المحاكاة الساخرة لملحني أوبرا غلوك أورفيو ويوريديس، بينما أشاد آخرون كثيرًا بهذه التحفة.
كانت «أورفيوس في الجحيم» أول أوبرا بالطول الكامل لأوفينباخ. حقق الإصدار الأصلي عام 1858 نجاحًا في شباك التذاكر واستمر كذلك في العام التالي، منقذًا أوفينباخ وشركته بوف من ضائقة مالية. أما النسخة المعاد إحياؤها عام 1874 فحطمت الأرقام القياسية في شباك التذاكر في غيتي. عرض العمل مرارًا في فرنسا وفي كل أنحاء العالم أيضًا خلال حياة الملحن وطوال القرن العشرين. ويعتبر هذا العمل واحدًا من أكثر أعمال أوفينباخ التي عرضت واستمر إحياؤها وإعادة عرضها في القرن الحادي والعشرين.
في العقد الأخير من القرن التاسع عشر، اعتمدت ملاهي باريس: الطاحونة الحمراء وفولي بيرجير موسيقا «العدْو الجهنمي» من المشهد الذروة في الأوبرا ليرافق رقصة الكان كان، ومنذ ذلك الحين ارتبط هذا اللحن شعبيًا بتلك الرقصة.

## الخلفية وأولى الإنتاجات
قدم أوفينباخ بين عامي 1855 و1858 أكثر من عشرين أوبريت من فصل واحد، بداية في بوف باغيزيان، سال لاكيز، ومن ثم في بوف باغيزيان، سال شوازول. سمحت قوانين الترخيص المسرحي بعد ذلك لأوفينباخ بأربعة مغنيين فقط ضمن أي قطعة، وبطاقم صغير كهذا أصبحت الأعمال بالطول الكامل غير واردة. في عام 1858 خففت قيود الترخيص فأصبح أوفينباخ حرًا في إنتاج أعمال مسرحية من فصلين، ولطالما كانت هذه الأفكار تجول في ذهنه منذ وقت. وقبل عامين من ذلك، أخبر أوفينباخ صديقه الكاتب هيكتور كريميو أنه عندما كان المدير الموسيقي للمسرح الفرنسي في أوائل خمسينيات القرن التاسع عشر، أقسم على الانتقام من الملل الذي عانى منه نتيجة مواقف الأبطال الأسطوريين وآلهة الأولمب في المسرحيات التي عرضت هناك. فألف كريميو ولودفيك آليفي نصًا أوبراليًا لأوفينباخ يسخران فيه من تلك الشخصيات. ومع حلول عام 1858، وعندما سمح أخيرًا لأوفينباخ بطاقم تمثيلي يكفي مواضيع العرض بشكل عادل، كان آليفي مستغرق بعمله كموظف حكومي قديم، وبذلك يعود الفضل في آخر نص أوبرالي لكريميو وحده. كتبت معظم الأدوار مع الأخذ بالحسبان، أن يؤديها أعضاء مشهورون من شركة بوف، من ضمنهم ديزيري وليونس وليز توتين وهنري تاياو بدور أورفي الذي يستطيع في الواقع العزف على كمان أورفيس.
قدم العرض الأول في سال شوازول في 21 أكتوبر عام 1858. في البداية حققت المسرحية نجاحًا إلى حد معقول ضمن شباك التذاكر لكنها لم تحقق النجاح العظيم الذي كان يأمله أوفينباخ. أصر أوفينباخ على التمثيليات المسرحية الباذخة في الأوبرا: فتجاوزت النفقات حدود العائدات، وكان بحاجة لمصدر مالي متجدد. تلقى العمل دعمًا غير مقصود من الناقد جول جانين من صحيفة جورنال دي ديبا. كان جول قد امتدح مؤخرًا إنتاجات شركة بوف-باغيزيان، لكنه استفز إلى حد كبير تجاه ما اعتبره انتهاك تكفيري وفاجر، «انتهاك لحرمة القديم المقدس والمجيد». خلق هذا الهجوم والرد السريع المستخف لكريميو وأوفينباخ على الملأ، عناوينًا عريضة وأثار اهتمامًا كبيرًا بالمسرحية بين الجمهور الباريسي، الذي انطلق أفواجًا لحضورها.